# Robert Ndip Tambe
Robert Ndip Tambe, né le 22 février 1994 à Buéa, est un footballeur international camerounais. Évoluant au poste d'attaquant, il joue actuellement pour le Shaanxi Chang'an Athletic.

## Biographie

### En club
Le 30 juin 2016, il inscrit avec le club du Spartak Trnava un doublé lors du premier tour de la Ligue Europa, contre le club maltais d'Hibernians (victoire 3-0).

### En équipe nationale
Il joue son premier match en équipe du Cameroun le 3 septembre 2016, contre la Gambie (victoire 2-0).
En janvier 2017, il est retenu par le sélectionneur Hugo Broos afin de participer à la Coupe d'Afrique des nations organisée au Gabon.

## Palmarès

### Club
- Vainqueur du Championnat de Roumanie en 2019 avec le CFR Cluj
- Vainqueur de la Supercoupe de Roumanie en 2018 avec le CFR Cluj

### Sélection
- Vainqueur de la CAN 2017 avec le Cameroun

## Statistiques
Le tableau ci-dessous récapitule les statistiques de Robert Ndip Tambe lors de sa carrière professionnelle en club :
| Saison                | Club                  | Championnat           | Championnat | Championnat | Coupe(s) nationale(s) | Coupe(s) nationale(s) | Compétition(s) continentale(s) | Compétition(s) continentale(s) | Compétition(s) continentale(s) | Total | Total |
| Saison                | Club                  | Division              | M.          | B.          | M.                    | B.                    | Comp.                          | M.                             | B.                             | M.    | B.    |
| 2015-2016             | Spartak Trnava        | 1                     | 11          | 0           | -                     | -                     | -                              | -                              | -                              | 11    | 0     |
| 2016-2017             | Spartak Trnava        | 1                     | 16          | 5           | 3                     | 1                     | C3                             | 5                              | 4                              | 24    | 10    |
| 2017-2018             | Adana Demirspor       | 2                     | 28          | 12          | 3                     | 2                     | -                              | -                              | -                              | 31    | 14    |
| 2018-2019             | CFR Cluj              | 1                     | -           | -           | -                     | -                     | C1                             | -                              | -                              | 0     | 0     |
| Total sur la carrière | Total sur la carrière | Total sur la carrière | 55          | 17          | 6                     | 3                     | -                              | 5                              | 4                              | 66    | 24    |